# Троицкие Борки
Троицкие Борки — село сельского поселения Астаповское в Луховицком муниципальном районе Московской области в 3 км от Луховиц. Ранее до 2004 года деревня принадлежала к Астаповскому сельскому округу. Расположено на левом берегу пруда на реке Гнилуше.
Впервые село упомянуто в платёжных книгах 1695 года. Относилось к Зарайскому уезду Рязанской губернии.
Наименование села связано с постройкой в 1754 году здесь церкви Святой Троицы, до этого события село называлось просто Борки. Церковь стоит на берегу пруда. Приделы во имя преподобного Сергия и святителя Николая были достроены в 1754 году. Инициатором была владелица села Матрёна Романовна Руднева. Во второй половине XIX века церковь трижды реставрировалась помещиком Иваном Ивановичем Мельгуновым. Церковь является образцом раннего классицизма. В советское время храм был закрыт, но в конце 1990-х годов началось его восстановление.
В селе жил писатель, биограф и друг Л. Н. Толстого — П. А. Сергеенко.

## Население
| 2002 | 2006 | 2010 |
| ---- | ---- | ---- |
| 105  | ↘63  | ↗75  |